# Arianna Talamona
Arianna Talamona (Varese, 5 giugno 1994) è una nuotatrice italiana.

## Biografia
Nata a Varese, Arianna è affetta da paraparesi spastica ereditaria, motivo per cui si è avvicinata al nuoto fin dalla tenera età. Ha esordito a livello internazionale ai campionati europei del 2011 dove ha conquistato la medaglia di bronzo nei 100 m dorso con il tempo di 1'32"53.
Insieme ad altri undici atleti paralimpici, tra i quali Andreea Mogoș, Simone Barlaam, Eleonora Sarti ha prestato il proprio corpo nudo a una campagna fotografica di Oliviero Toscani, Naked. La disabilità senza aggettivi, esposta a piazza del Campidoglio a Roma a dicembre 2019 per richiamare l'attenzione sui pregiudizi ancora esistenti sulle disabilità.

## Carriera
Nel 2013 ha partecipato ai mondiali di Montréal, senza però riuscire ad ottenere medaglie. Nel 2014 ha preso parte agli europei di Eindhoven, dove ha conquistato tre medaglie di bronzo ed una d'argento.
Nel 2016 ottiene la sua prima medaglia d'oro internazionale agli europei di Funchal, dove ottiene anche due medaglie di bronzo.
Nel 2016 partecipa ai suoi primi Giochi paralimpici estivi a Rio 2016, ottenendo come miglior risultato un sesto posto nella gara dei 200 m misti SM7, sempre come prima atleta europea.
Nel 2018 ai campionati europei di Dublino vince la medaglia d'oro con la staffetta 4x50 m stile libero mixed 20pt, ottenendo il record europeo.
Nel 2019 partecipa ai campionati mondiali di Londra, dove ottiene le prime medaglie mondiali: 2 ori (50 m farfalla S5 e 200 m misti SM5, quest'ultimo con il record dei campionati), 2 argenti individuali (100 m e 200 m stile libero S5) e un argento con la staffetta 4x50 m stile libero mixed 20pt, abbassando ulteriormente il record europeo.
Nel 2021 partecipa ai giochi paralimpici di Tokyo, dove ottiene una medaglia d'argento nella staffetta 4x50 m stile libero mixed 20pt.

## Palmarès

### Categorie S7, SB6, SM7
| Paralimpiadi                | 50 m st libero S7 | 100 m st libero S7 | 400 m st libero S7 | 100 m dorso S7 | 50 m farfalla S7 | 100 m rana SB6 | 200 m misti SM7 | 4x50 m mista 20 pts |
| 2016 Rio de Janeiro Brasile | ---               | ---                | 7ª 5'48"37         | 1'33"46        | ---              | 1'52"14        | 6ª 3'16"97      | ---                 |
| Campionati mondiali IPC     | 50 m st libero S7 | 100 m st libero S7 | 400 m st libero S7 | 100 m dorso S7 | 50 m farfalla S7 | 100 m rana SB6 | 200 m misti SM7 | 4x50 m mista 20 pts |
| 2013 Montréal Canada        | ---               | ---                | 7ª 6'04"74         | 6ª 1'34"59     | ---              | 8ª 1'53"80     | 6ª 3'40"52      | 4ª 3'29"61          |
| Campionati europei IPC      | 50 m st libero S7 | 100 m st libero S7 | 400 m st libero S7 | 100 m dorso S7 | 50 m farfalla S7 | 100 m rana SB6 | 200 m misti SM7 | 4x50 m mista 20 pts |
| 2011 Berlino Germania       | 5ª 38"95          | 7ª 1'25"53         | 5ª 6'01"26         | Bronzo 1'32"53 | ---              | ---            | ---             | ---                 |
| 2014 Eindhoven Paesi Bassi  | 6ª 37"71          | 5ª 1'19"00         | Bronzo 5'45"29     | 4ª 1'33"67     | 6ª 50"11         | Bronzo 1'54"83 | Argento 3'26"11 | Bronzo 3'16"87      |
| 2016 Funchal Portogallo     | 5ª 38"37          | 5ª 1'23"69         | Bronzo 5'41"46     | Bronzo 1'32"79 | 5ª 45"68         | 4ª 1'51"73     | Oro 3'19"76     | ---                 |

### Categorie S6, SB5, SM6
| Campionati europei IPC  | 100 m stile libero S6 | 100 m dorso S6 | 100 m rana SB5  | 50 m farfalla S6 | 4x50 m stile libero 20 pts | 4x50 m mista 20 pts |
| 2018 Dublino Irlanda    | 9ª 1'24"14            | 4ª 1'31"16     | 4ª 1'54"00      | 8ª 46"76         | Oro 2'22"87 (ER)           | ---                 |
| 2024 Funchal Portogallo | ---                   | Bronzo 1'32"33 | Argento 1'44"81 | ---              | Argento 2'30"51            | Bronzo 2'53"58      |

### Categorie S5, SB5, SM5
| Campionati mondiali WPS | 50 m stile libero S5 | 200 m stile libero S5 | 50 m farfalla S5 | 200 m misti S5   | 50 m dorso S5 | 100 m stile libero S5 | 4x50 m stile libero 20 pts |
| 2019 Londra Regno Unito | 4ª 38"85             | Argento 2'51"43       | Oro 45"62        | Oro 3'19"62 (CR) | DSQ           | Argento 1'22"49       | Argento 2'22"40 (ER)       |